# Richard Lucae

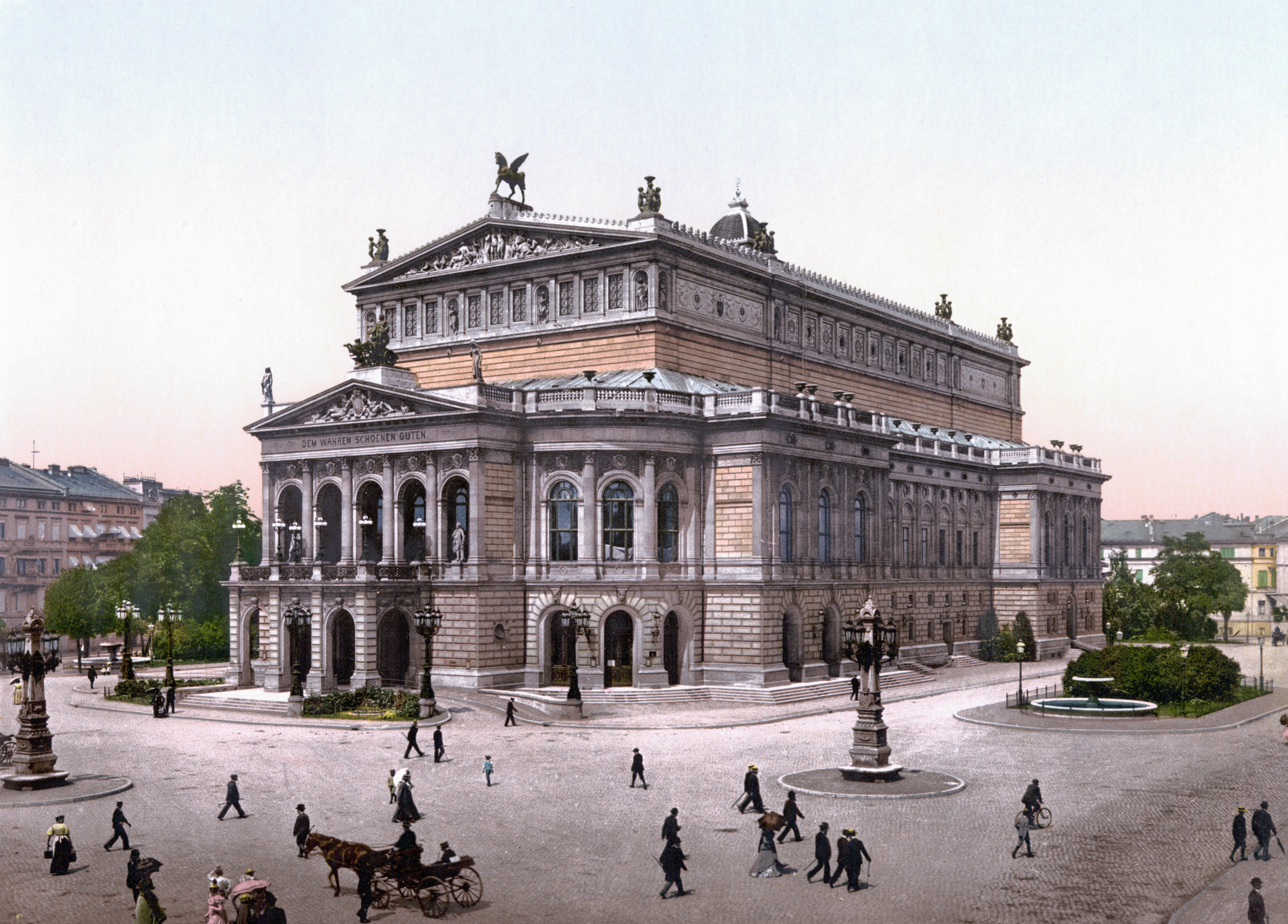
R. Lucae: stara opera we Frankfurcie

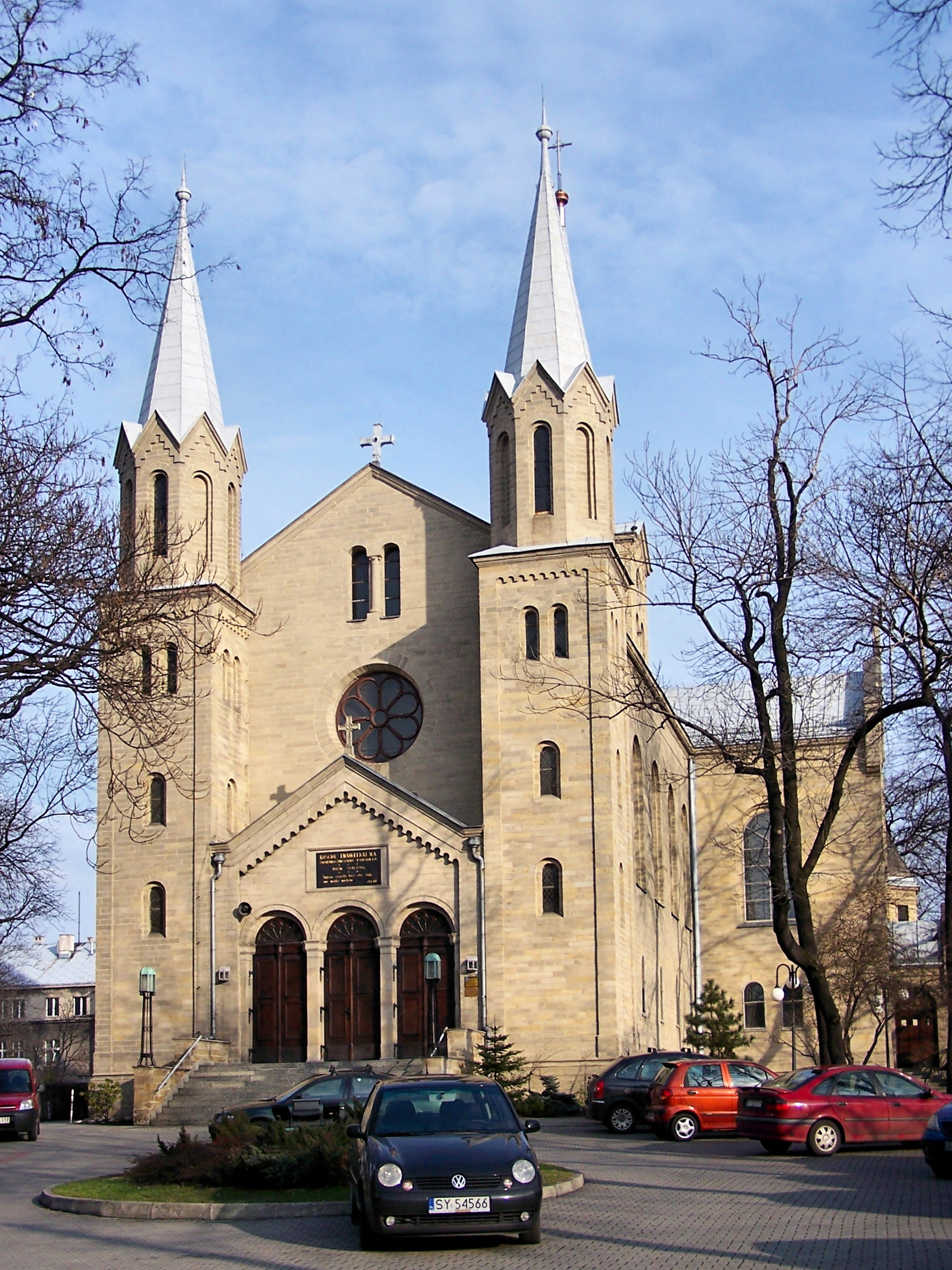
R. Lucae: kościół Zmartwychwstania Pańskiego w Katowicach

Richard Lucae (ur. 12 kwietnia 1829 w Berlinie, zm. 26 listopada 1877 tamże) – niemiecki architekt, dyrektor Akademii Budownictwa (niem. Bauakademie) w Berlinie (1873–1877).

## Życiorys
Pod wpływem wuja Augusta Sollera (ucznia Karla Friedricha Schinkla) Lucae skupił swoje zainteresowania zawodowe na architekturze – po odbyciu praktyk geodezyjnych (1847–1849) i przy budowie Katedry Kolońskiej (1853–1855), podjął studia architektoniczne w berlińskiej Akademii Budownictwa (1850–1852, 1855–1859). Po podróży studialnej do Włoch w 1859, rozpoczął samodzielną działalność architektoniczną w Berlinie, jednocześnie powracając do Akademii Budownictwa jako wykładowca. Jego projekty wygrały w konkursach na Teatr Miejski w Magdeburgu (1873–1876) oraz na gmach opery we Frankfurcie nad Menem (1873–1888).
W 1873 został dyrektorem Akademii Budownictwa. Zaprojektował siedzibę dla nowej Wyższej Szkoły Technicznej (1878) – powstającej z połączenia Akademii Budownictwa i Szkoły Rzemiosła.

## Wybrane dzieła
- 1855–1858 – kościół Zmartwychwstania Pańskiego w Katowicach[1]
- lata 50., 60., i 70. XIX wieku – wille w Berlinie[1]:
  - 1857–1859: wille i budynki mieszkalne przy Viktoriastraße
  - 1861 – Villa Soltmann
  - 1862 – Villa Heckmann
  - 1868 – budynek mieszkalny Fleitmanna
  - 1870–1871: willa dla Josepha Joachima, węgierskiego kompozytora
- 1873–1876 – Teatr Miejski w Magdeburgu (zniszczony)[1]
- 1873–1888 – stara opera we Frankfurcie nad Menem[1]
- 1878–1884 – gmach Wyższej Szkoły Technicznej w Berlinie (projekt zmieniony znacznie podczas realizacji przez Friedricha Hitziga[1])

## Publikacje
- Über die Macht des Raumes in der Baukunst. „Zeitschrift für Bauwesen”. 19, s. 295–306, 1869.